# Seduner
Die Seduner (lat. Seduni) waren ein keltischer Stamm im Gebiet des heutigen Schweizer Kanton Wallis. 

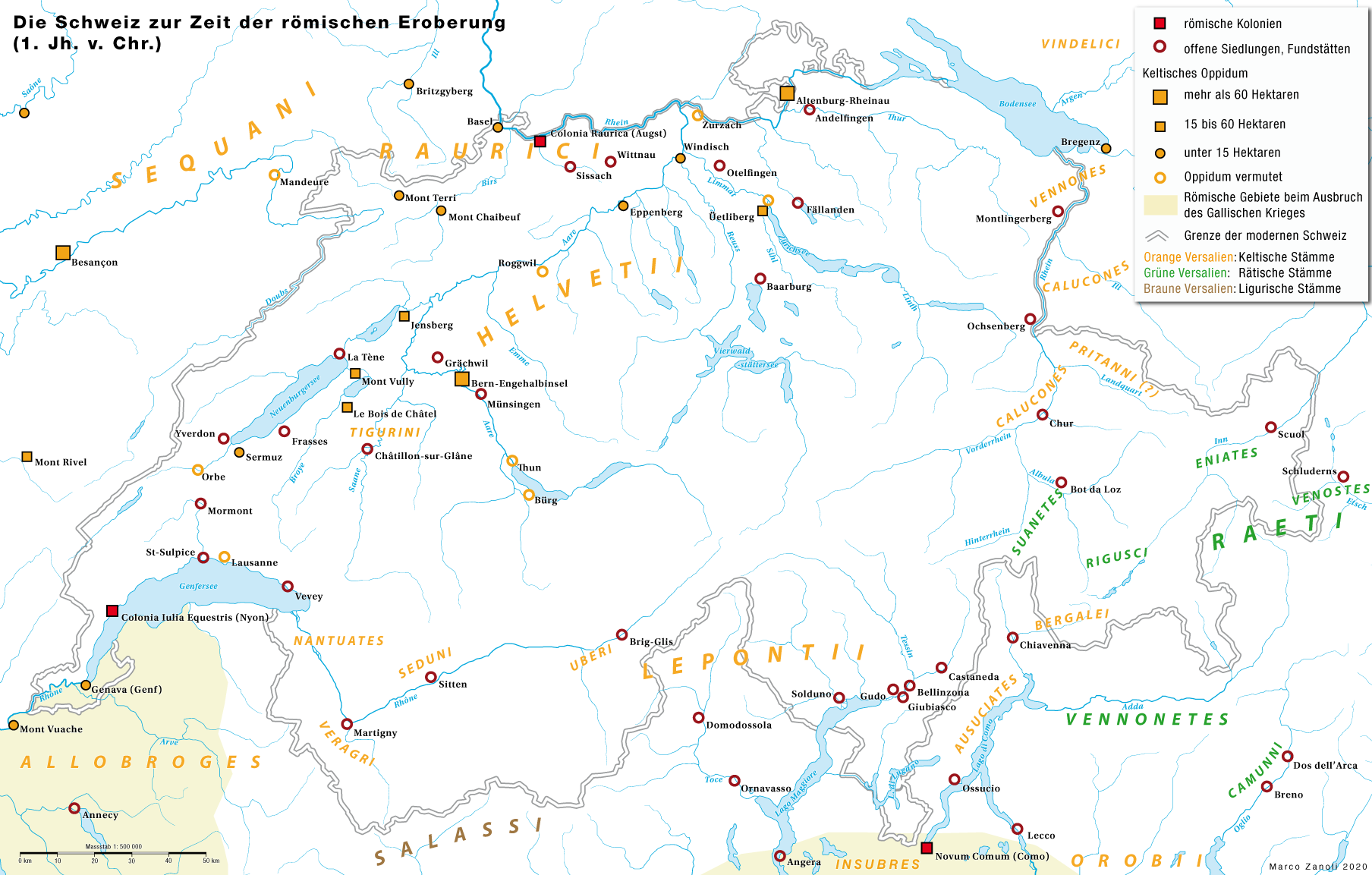
Keltische und Rätische Besiedlung der heutigen Schweiz im 1. Jahrhundert v. Chr.

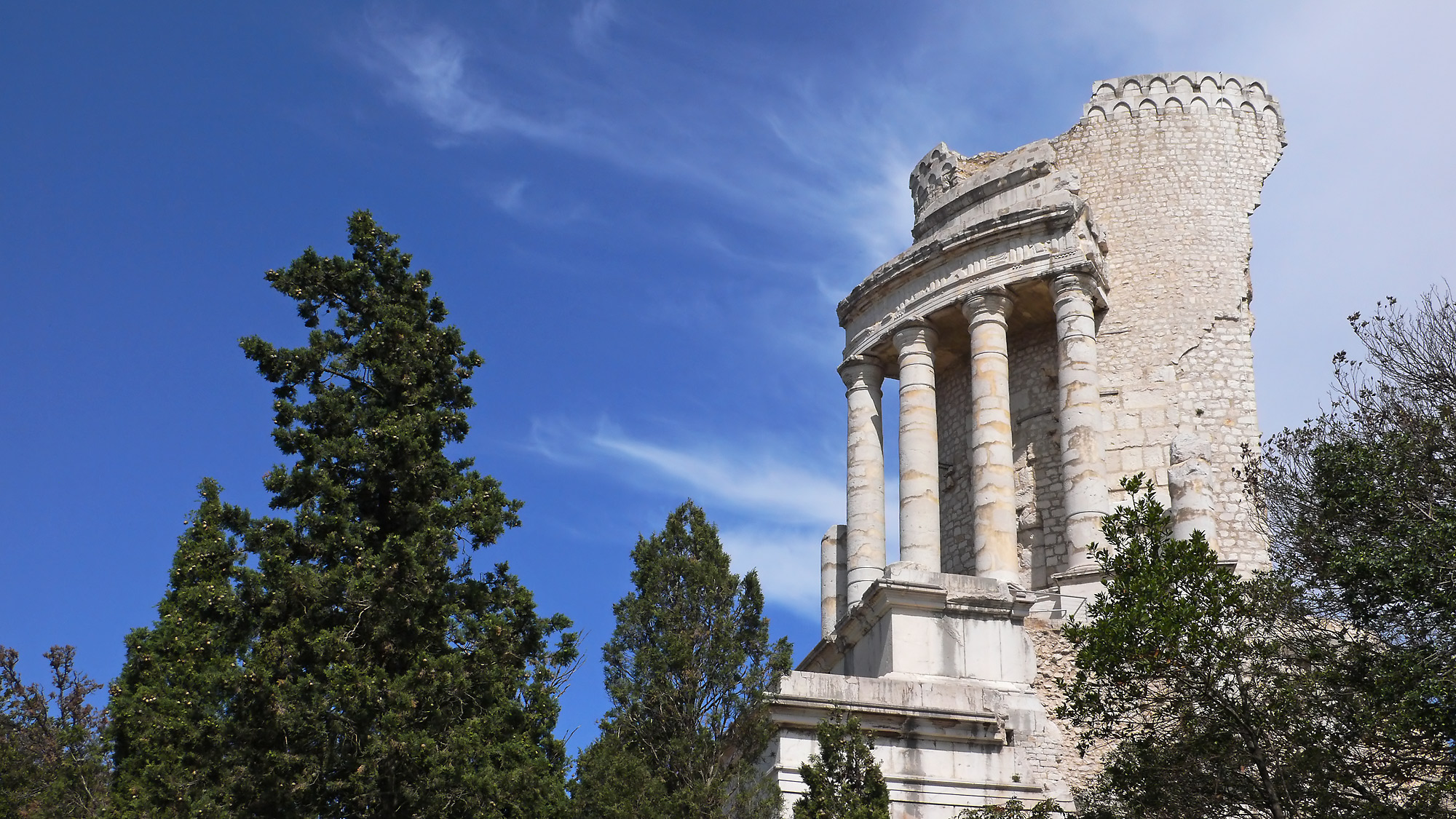
Tropaeum Alpium, das römische Siegesdenkmal in La Turbie

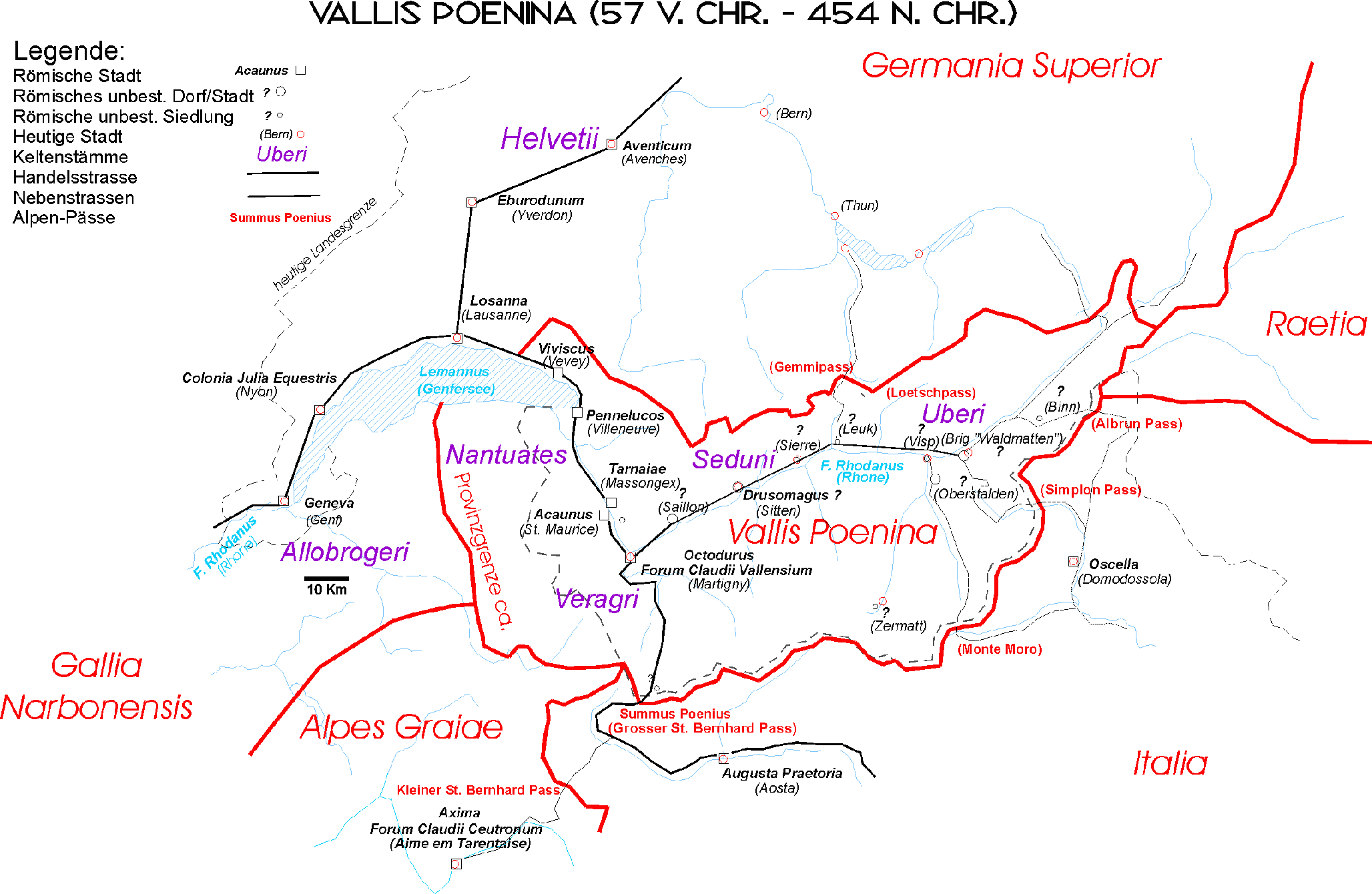
Die römische Provinz Alpes Graiae et poeninae und ihre Hauptstadt Forum claudii vallensium (Martigny), im Norden die Provinz Germania superior.

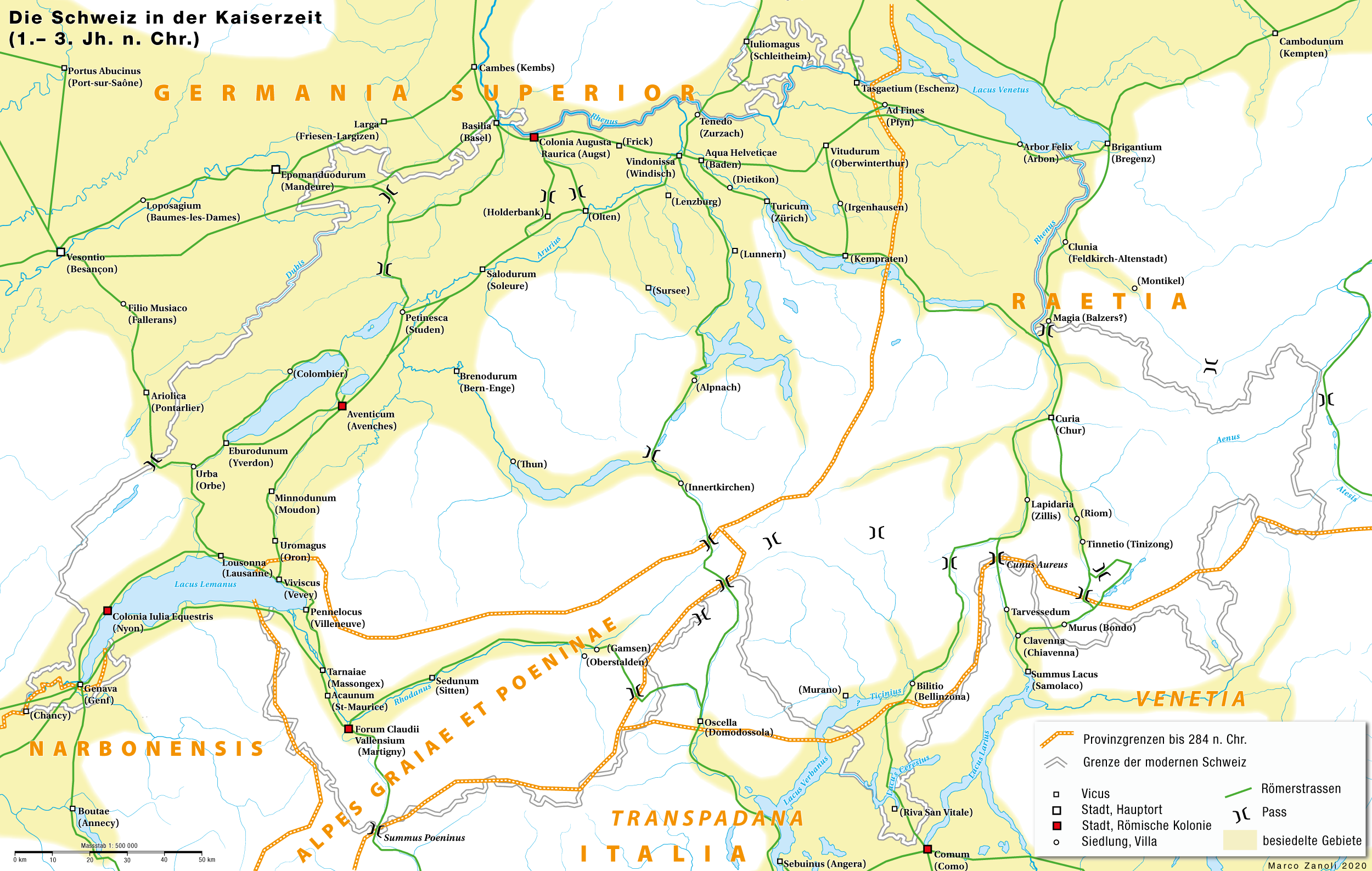
Die Schweiz in römischer Zeit

## Siedlungsgebiet
Der Name Sedun ist gallischen Ursprungs und bedeutet Sesshafte. Archäologisch nachgewiesen sind die Seduner im 1. Jahrhundert v. Chr. Ihr Siedlungsschwerpunkt lag im mittleren Wallis; Funde sind aber im Osten bis zum Pfynwald und im Westen bis ins Tal der Morge belegt – Sedun (lateinisch Sedunum), das heutige Sitten, gilt als ihr Hauptort. Von benachbarten Stämmen sollen die Seduner sich durch Armreife, welche in Schlangenköpfe auslaufen, unterschieden haben.

## Geschichte
Historisch in Erscheinung treten die Seduner im Gallischen Krieg, als der römische Heerführer Servius Galba im Jahr 57 v. Chr. mit der Legio XII Fulminata versucht hat, das Rhonetal und damit die direkte Verbindung zwischen Italien und Nordgallien (Grosser St.-Bernhard-Pass) unter römische Kontrolle zu bringen. Gaius Iulius Caesar beschreibt im De bello Gallico unter anderem die Eroberung des Wallis: Zusammen mit den benachbarten Veragrern und Nantuaten wurde das römische Heer in der Schlacht von Octodurum in der Nähe von Martigny vorerst zurückgedrängt.
Um 15 v. Chr. haben Drusus und sein Bruder Tiberius (späterer Kaiser von 14 bis 37 n. Chr.), beide Stiefsöhne des Augustus, im Alpenfeldzug das Gebiet der Seduner in das Römische Reich eingegliedert. Zusammen mit den Nantuaten, Veragrern und Uberern bildeten sie danach den Bund quattuor civitates vallis Poeninae im Gebiet der nun römischen Verwaltungseinheit Raeti Vindelici Vallis Poeninae.
Um 8 bis 6 v. Chr. erfolgten erste Loyalitätsbezeugungen der Walliser Stämme (pagi) der Seduner und Nantuaten gegenüber Rom. Auf dem Tropaeum Alpium in La Turbie zu Ehren von Augustus sind unter anderem die Uberi, Nantuates, Seduni und Veragri aufgeführt. Das Gebiet der Vallis Poenina wird danach in die römische Provinz Raetia et Vindelicum eingegliedert, später zur eigenständigen Provinz Alpes Poeninae gemacht und spätestens nach der Verwaltungsreform des Diokletian um 300 n. Chr. mit der Provinz Alpes Graiae als Alpes Graiae et Poeninae zusammengefasst. 23 n. Chr. errichten die vier Stammesgemeinschaften (civitates) der Vallis Poenina Steindenkmäler zu Ehren von Drusus dem Jüngeren, Sohn des Tiberius, und zu Ehren von Caligula. In den Jahren 41 bis 47 erhebt Kaiser Claudius das Wallis zur eigenen Provinz Vallis Poenina; die Bewohner erhalten als Foederaten das latinische Bürgerrecht.
Mit dem Rückzug der römischen Truppen um das Jahr 401 beziehungsweise nach 435 wurde das Siedlungsgebiet der Seduner ins Burgundenreich eingegliedert, und Sitten wurde im Jahr 580 zum Bischofssitz.